# Sarah Bouaoudia
Sarah Bouaoudia (sinh ngày 13 tháng 8 năm 1983) là một vận động viên bảy môn phối hợp người Algérie đã nghỉ hưu.
Với tư cách là một cô gái đã giành huy chương vàng tại Giải vô địch Ả Rập 2003, thứ tư tại Đại hội Thể thao toàn châu Phi 2003, giành huy chương vàng tại Đại hội Thể thao Pan Arab 2004  và về thứ năm tại Đại họi Thể thao Địa Trung Hải năm 2005.
Bouaoudia cũng đã thi đấu như một tay đua tiếp sức, trong cả bốn × 100 và 4 × 400 mét. Cô đã giúp giành được vàng trong cả hai sự kiện tại Giải vô địch thiếu niên châu Phi 1999. Tại Giải vô địch châu Phi năm 2002, họ đã hoàn thành thứ ba trong 4 × 400 mét, lập kỷ lục Algeria 3: 39,70 phút. Vàng trong 4 x 100 tại Giải vô địch Ả Rập 2003 sau đó.